# Herbligen
Herbligen ist eine politische Gemeinde im Verwaltungskreis Bern-Mittelland des Kantons Bern in der Schweiz.

## Geographie
Herbligen liegt auf 578 m ü. M., 8 km nördlich der Stadt Thun (Luftlinie). Das Bauerndorf erstreckt sich auf der Schwemmebene der Chise am östlichen Rand des breiten Aaretals und am Fuss der Falkenflue.
Die Fläche des 2,76 km² grossen Gemeindegebiets umfasst einen Abschnitt des voralpinen Hügellandes östlich des Aaretals. Das Gebiet wird von Nordosten nach Südwesten von der Chise in einem rund 600 m breiten Talboden durchflossen. Nach Westen reicht der Gemeindebann in die gewellte Landschaft von Lischiwald (627 m ü. M.) und Aspi am östlichen Talrand der Aare. Im Osten erstreckt sich der Gemeindeboden in einem schmalen Streifen über den Hang von Helisbühl und den Bürglen (860 m ü. M.) bis auf die markante Falkenflue. Oberhalb der Felskante wird mit 1000 m ü. M. die höchste Erhebung von Herbligen erreicht. Von der Gemeindefläche entfielen 1997 11 % auf Siedlungen, 41 % auf Wald und Gehölze und 48 % auf Landwirtschaft.
Zu Herbligen gehören die Wohnsiedlung Hubel (612 m ü. M.) auf der Geländeterrasse am Rand des Lischiwaldes, Helisbühl (604 m ü. M.) und Widibühl (656 m ü. M.) am unteren Westhang der Falkenflue sowie verschiedene Einzelhöfe. Nachbargemeinden von Herbligen sind Oberdiessbach, Brenzikofen, Oppligen und Wichtrach.

## Geschichte
Überreste einer prähistorischen Wehranlage auf dem Eggrain weisen auf eine frühe Besiedlung des Gemeindegebietes von Herbligen hin. Die erste urkundliche Erwähnung des Ortes erfolgte 1302 unter dem Namen Herblingen; von 1312 ist die Bezeichnung Herbelingen überliefert. Der Ortsname geht auf den althochdeutschen Personennamen Harbilo oder Herwilo zurück und bedeutet demnach bei den Leuten des Harbilo/Herwilo.
Seit dem Mittelalter war Herbligen Teil der Herrschaft Diessbach, die unter der Oberhoheit der Grafen von Kyburg stand. Ende des 14. Jahrhunderts gelangte die Oberhoheit an Bern. Ab 1471 gehörte Herbligen zum Freigericht Steffisburg. Die Hohe Gerichtsbarkeit lag unter Berner Herrschaft stets beim Landgericht Konolfingen. Nach dem Zusammenbruch des Ancien Régime (1798) gehörte Herbligen während der Helvetik zum Distrikt Steffisburg und ab 1803 zum Oberamt Konolfingen, das mit der neuen Kantonsverfassung von 1831 den Status eines Amtsbezirks erhielt. Herbligen besitzt keine eigene Kirche, es gehört zur Pfarrei Oberdiessbach.

## Bevölkerung
Mit 627 Einwohnern (Stand 31. Dezember 2023) gehört Herbligen zu den kleinen Gemeinden des Kantons Bern. Von den Bewohnern sind 98,4 % deutschsprachig, 0,6 % französischsprachig, und 0,6 % sprechen Portugiesisch (Stand 2000). Die Bevölkerungszahl von Herbligen belief sich 1850 auf 355 Einwohner, 1900 auf 302 Einwohner. Im Verlauf des 20. Jahrhunderts nahm die Bevölkerungszahl allmählich zu. Seit 1980 (420 Einwohner) wurde eine verstärkte Bevölkerungszunahme verzeichnet.

## Politik
Bei den Nationalratswahlen 2023 betrugen die Wähleranteile in Herbligen (in Klammern die Veränderung im Vergleich zu den Wahlen 2019 in Prozentpunkten): SVP 42,36 % (−1,44), EDU 16,67 % (+3,15), SP 8,47 % (+3,46), EVP 8,47 % (−1,73), Mitte 7,74 % (+0,60), glp 6,60 % (+2,04), Grüne 6,40 % (±0,00), FDP 2,65 % (−2,11), Weitere 0,66 % (−3,97).

## Wirtschaft
Herbligen war bis in die zweite Hälfte des 20. Jahrhunderts ein vorwiegend durch die Landwirtschaft geprägtes Dorf. Noch heute haben die Milchwirtschaft, die Viehzucht sowie der Ackerbau und der Obstbau einen wichtigen Stellenwert in der Erwerbsstruktur der Bevölkerung. Weitere Arbeitsplätze sind im lokalen Kleingewerbe und im Dienstleistungssektor vorhanden, unter anderem in Betrieben des Rohrleitungsbaus, in einer Sägerei und einer Töpferei. In den letzten Jahrzehnten hat sich das Dorf zu einer Wohngemeinde entwickelt. Viele Erwerbstätige sind deshalb Wegpendler, die hauptsächlich in den grösseren Ortschaften des Aaretals und im Raum Thun arbeiten.

### Verkehr
Die Gemeinde ist verkehrstechnisch recht gut erschlossen. Sie liegt an der Hauptstrasse von Thun nach Konolfingen. Der nächste Anschluss an die Autobahn A6 (Biel–Thun) befindet sich rund 4 km vom Ortskern entfernt. Herbligen besitzt mit der Buslinie von Oberdiessbach nach Münsingen eine Anbindung an das Netz des öffentlichen Verkehrs. Der nächste Bahnhof an der Eisenbahnlinie von Thun via Konolfingen nach Burgdorf befindet sich in Brenzikofen.